# Kankantiari
Kankantiari est une commune située dans le département de Boundoré, dans la province du Yagha, région du Sahel, au Burkina Faso.